# Interlands Maltees voetbalelftal 2010-2019
Deze pagina toont een chronologisch en gedetailleerd overzicht van de interlands die het Maltees voetbalelftal speelde in de periode 2010 – 2019.

## Interlands

### 2010
|                                                              |                    |       |                                               |                                                                                    |
| 3 maart Vriendschappelijk № 318 «onderlinge duels» 18:00 uur | Malta              | 1 – 2 | Finland                                       | Ta' Qalistadion, Ta' Qali Toeschouwers: 1.050 Scheidsrechter: Mauro Bergonzi (ITA) |
| 3 maart Vriendschappelijk № 318 «onderlinge duels» 18:00 uur | Michael Mifsud 17' |       | 66' (pen.) Roman Jerjomenko 69' Mika Väyrynen | Ta' Qalistadion, Ta' Qali Toeschouwers: 1.050 Scheidsrechter: Mauro Bergonzi (ITA) |

|                                                             |                                                 |       |       |                                                                     |
| 13 mei Vriendschappelijk № 319 «onderlinge duels» 17:00 uur | Duitsland                                       | 3 – 0 | Malta | Tivoli, Aken Toeschouwers: 27.000 Scheidsrechter: Alain Hamer (LUX) |
| 13 mei Vriendschappelijk № 319 «onderlinge duels» 17:00 uur | Cacau 16' Cacau 58' Kenneth Scicluna 61' (e.d.) |       |       | Tivoli, Aken Toeschouwers: 27.000 Scheidsrechter: Alain Hamer (LUX) |

|                                                                  |                    |       |                     |                                                                                    |
| 11 augustus Vriendschappelijk № 320 «onderlinge duels» 19:00 uur | Malta              | 1 – 1 | Macedonië           | Ta' Qalistadion, Ta' Qali Toeschouwers: 2.050 Scheidsrechter: Gabriele Rossi (SMR) |
| 11 augustus Vriendschappelijk № 320 «onderlinge duels» 19:00 uur | Michael Mifsud 47' |       | 36' Ivan Tričkovski | Ta' Qalistadion, Ta' Qali Toeschouwers: 2.050 Scheidsrechter: Gabriele Rossi (SMR) |

|                                                                        |                                                                |       |                |                                                                                     |
| 2 september EK-kwalificatie Groep F № 321 «onderlinge duels» 19:15 uur | Israël                                                         | 3 – 1 | Malta          | Ramat Ganstadion, Ramat Gan Toeschouwers: 17.365 Scheidsrechter: Said Ennjimi (FRA) |
| 2 september EK-kwalificatie Groep F № 321 «onderlinge duels» 19:15 uur | Yossi Benayoun 7' Yossi Benayoun 64' (pen.) Yossi Benayoun 75' |       | 38' Jamie Pace | Ramat Ganstadion, Ramat Gan Toeschouwers: 17.365 Scheidsrechter: Said Ennjimi (FRA) |

|                                                                        |       |                                           |         |                                                                                 |
| 7 september EK-kwalificatie Groep F № 322 «onderlinge duels» 18:30 uur | Malta | 0 – 2                                     | Letland | Ta' Qalistadion, Ta' Qali Toeschouwers: 6.000 Scheidsrechter: Tony Asumaa (FIN) |
| 7 september EK-kwalificatie Groep F № 322 «onderlinge duels» 18:30 uur |       | 42' Kaspars Gorkšs 85' Māris Verpakovskis |         | Ta' Qalistadion, Ta' Qali Toeschouwers: 6.000 Scheidsrechter: Tony Asumaa (FIN) |

|                                                                      |                     |       |       |                                                                                        |
| 8 oktober EK-kwalificatie Groep F № 323 «onderlinge duels» 19:00 uur | Georgië             | 1 – 0 | Malta | Boris Paitsjadzestadion, Tbilisi Toeschouwers: 39.000 Scheidsrechter: Alan Black (NIR) |
| 8 oktober EK-kwalificatie Groep F № 323 «onderlinge duels» 19:00 uur | David Siradze 90+1' |       |       | Boris Paitsjadzestadion, Tbilisi Toeschouwers: 39.000 Scheidsrechter: Alan Black (NIR) |

|                                                                        |                                                        |       |       |                                                                                 |
| 17 november EK-kwalificatie Groep F № 324 «onderlinge duels» 16:30 uur | Kroatië                                                | 3 – 0 | Malta | Maksimirstadion, Zagreb Toeschouwers: 10.000 Scheidsrechter: Duarte Gomes (POR) |
| 17 november EK-kwalificatie Groep F № 324 «onderlinge duels» 16:30 uur | Niko Kranjčar 19' Niko Kranjčar 42' Nikola Kalinić 81' |       |       | Maksimirstadion, Zagreb Toeschouwers: 10.000 Scheidsrechter: Duarte Gomes (POR) |

### 2011
|                                                                 |       |       |             |                                                                                     |
| 9 februari Vriendschappelijk № 325 «onderlinge duels» 19:30 uur | Malta | 0 – 0 | Zwitserland | Ta' Qalistadion, Ta' Qali Toeschouwers: 3.000 Scheidsrechter: Marios Stamatis (CYP) |
| 9 februari Vriendschappelijk № 325 «onderlinge duels» 19:30 uur |       |       |             | Ta' Qalistadion, Ta' Qali Toeschouwers: 3.000 Scheidsrechter: Marios Stamatis (CYP) |

|                                                                     |       |                         |             |                                                                                     |
| 26 maart EK-kwalificatie Groep F № 326 «onderlinge duels» 19:30 uur | Malta | 0 – 1                   | Griekenland | Ta' Qalistadion, Ta' Qali Toeschouwers: 10.605 Scheidsrechter: Michael Weiner (GER) |
| 26 maart EK-kwalificatie Groep F № 326 «onderlinge duels» 19:30 uur |       | 90' Vassilios Torosidis |             | Ta' Qalistadion, Ta' Qali Toeschouwers: 10.605 Scheidsrechter: Michael Weiner (GER) |

|                                                                   |                                                                          |       |                    |                                                                                           |
| 4 juni EK-kwalificatie Groep F № 327 «onderlinge duels» 19:30 uur | Griekenland                                                              | 3 – 1 | Malta              | Georgios Karaiskákisstadion, Piraeus Toeschouwers: 14.750 Scheidsrechter: Pawel Gil (POL) |
| 4 juni EK-kwalificatie Groep F № 327 «onderlinge duels» 19:30 uur | Ioannis Fetfatzidis 8' Kyriakos Papadopoulos 26' Ioannis Fetfatzidis 64' |       | 54' Michael Mifsud | Georgios Karaiskákisstadion, Piraeus Toeschouwers: 14.750 Scheidsrechter: Pawel Gil (POL) |

|                                                                  |                                             |       |                    |                                                                                   |
| 10 augustus Vriendschappelijk № 328 «onderlinge duels» 19:30 uur | Malta                                       | 2 – 1 | Centr.-Afrik. Rep. | Ta' Qalistadion, Ta' Qali Toeschouwers: 2.000 Scheidsrechter: Tolga Özkalfa (TUR) |
| 10 augustus Vriendschappelijk № 328 «onderlinge duels» 19:30 uur | Michael Mifsud 2' (pen.) Michael Mifsud 44' |       | 25' Hilaire Momi   | Ta' Qalistadion, Ta' Qali Toeschouwers: 2.000 Scheidsrechter: Tolga Özkalfa (TUR) |

|                                                                        |                    |       |                                                        |                                                                                  |
| 2 september EK-kwalificatie Groep F № 329 «onderlinge duels» 18:00 uur | Malta              | 1 – 3 | Kroatië                                                | Ta' Qalistadion, Ta' Qali Toeschouwers: 6.000 Scheidsrechter: Tony Chapron (FRA) |
| 2 september EK-kwalificatie Groep F № 329 «onderlinge duels» 18:00 uur | Michael Mifsud 38' |       | 11' Ognjen Vukojević 32' Milan Badelj 68' Dejan Lovren | Ta' Qalistadion, Ta' Qali Toeschouwers: 6.000 Scheidsrechter: Tony Chapron (FRA) |

|                                                                        |                    |       |                    |                                                                                    |
| 6 september EK-kwalificatie Groep F № 330 «onderlinge duels» 19:30 uur | Malta              | 1 – 1 | Georgië            | Ta' Qalistadion, Ta' Qali Toeschouwers: 2.000 Scheidsrechter: Pol van Boekel (NED) |
| 6 september EK-kwalificatie Groep F № 330 «onderlinge duels» 19:30 uur | Michael Mifsud 25' |       | 15' Dzjaba Kankava | Ta' Qalistadion, Ta' Qali Toeschouwers: 2.000 Scheidsrechter: Pol van Boekel (NED) |

|                                                                      |                                            |       |       |                                                                             |
| 7 oktober EK-kwalificatie Groep F № 331 «onderlinge duels» 18:00 uur | Letland                                    | 2 – 0 | Malta | Skontostadion, Riga Toeschouwers: 4.500 Scheidsrechter: Richard Trutz (SVK) |
| 7 oktober EK-kwalificatie Groep F № 331 «onderlinge duels» 18:00 uur | Aleksejs Višņakovs 33' Artjoms Rudņevs 83' |       |       | Skontostadion, Riga Toeschouwers: 4.500 Scheidsrechter: Richard Trutz (SVK) |

|                                                                       |       |                                    |        |                                                                                  |
| 11 oktober EK-kwalificatie Groep F № 332 «onderlinge duels» 18:00 uur | Malta | 0 – 2                              | Israël | Ta' Qalistadion, Ta' Qali Toeschouwers: 2.614 Scheidsrechter: Bruno Paixão (POR) |
| 11 oktober EK-kwalificatie Groep F № 332 «onderlinge duels» 18:00 uur |       | 11' Lior Rafaelov 90' Rami Gershon |        | Ta' Qalistadion, Ta' Qali Toeschouwers: 2.614 Scheidsrechter: Bruno Paixão (POR) |

### 2012
|                                                        |                                       |       |                   |                                                                                 |
| 29 februari Vriendschappelijk № 333 «onderlinge duels» | Malta                                 | 2 – 1 | Liechtenstein     | Ta' Qalistadion, Ta' Qali Toeschouwers: 4.000 Scheidsrechter: Mark Whitby (WAL) |
| 29 februari Vriendschappelijk № 333 «onderlinge duels» | Michael Mifsud 54' Michael Mifsud 63' |       | 48' Martin Büchel | Ta' Qalistadion, Ta' Qali Toeschouwers: 4.000 Scheidsrechter: Mark Whitby (WAL) |

|                                                             |           |                                       |       |                                                                                        |
| 2 juni Vriendschappelijk № 334 «onderlinge duels» 17:00 uur | Luxemburg | 0 – 2                                 | Malta | Stade Josy Barthel, Luxemburg Toeschouwers: 1.054 Scheidsrechter: Markus Hameter (AUT) |
| 2 juni Vriendschappelijk № 334 «onderlinge duels» 17:00 uur |           | 10' Michael Mifsud 79' Michael Mifsud |       | Stade Josy Barthel, Luxemburg Toeschouwers: 1.054 Scheidsrechter: Markus Hameter (AUT) |

|                                                                  |                                              |       |                                                        |                                                                                       |
| 14 augustus Vriendschappelijk № 335 «onderlinge duels» 19:30 uur | San Marino                                   | 2 – 3 | Malta                                                  | Stadio Olimpico, Serravalle Toeschouwers: 650 Scheidsrechter: Paolo Tagliavento (ITA) |
| 14 augustus Vriendschappelijk № 335 «onderlinge duels» 19:30 uur | Manuel Marani 7' Danilo Rinaldi 90+3' (pen.) |       | 13' Michael Mifsud 22' Andrei Agius 85' Michael Mifsud | Stadio Olimpico, Serravalle Toeschouwers: 650 Scheidsrechter: Paolo Tagliavento (ITA) |

|                                                                        |       |                    |         |                                                                                 |
| 7 september WK-kwalificatie Groep B № 336 «onderlinge duels» 20:00 uur | Malta | 0 – 1              | Armenië | Ta' Qalistadion, Ta' Qali Toeschouwers: 3.517 Scheidsrechter: René Eisner (AUT) |
| 7 september WK-kwalificatie Groep B № 336 «onderlinge duels» 20:00 uur |       | 70' Artur Sarkisov |         | Ta' Qalistadion, Ta' Qali Toeschouwers: 3.517 Scheidsrechter: René Eisner (AUT) |

|                                                                         |                                        |       |       |                                                                                         |
| 11 september WK-kwalificatie Groep B № 337 «onderlinge duels» 20:45 uur | Italië                                 | 2 – 0 | Malta | Stadio Alberto Braglia, Modena Toeschouwers: 18.000 Scheidsrechter: Antti Munukka (FIN) |
| 11 september WK-kwalificatie Groep B № 337 «onderlinge duels» 20:45 uur | Mattia Destro 5' Federico Peluso 90+2' |       |       | Stadio Alberto Braglia, Modena Toeschouwers: 18.000 Scheidsrechter: Antti Munukka (FIN) |

|                                                                       |                                                            |       |                     |                                                                              |
| 12 oktober WK-kwalificatie Groep B № 338 «onderlinge duels» 20:00 uur | Tsjechië                                                   | 3 – 1 | Malta               | Doosan Arena, Plzeň Toeschouwers: 10.358 Scheidsrechter: Anar Salmanov (AZE) |
| 12 oktober WK-kwalificatie Groep B № 338 «onderlinge duels» 20:00 uur | Theodor Gebre Selassie 34' Tomáš Pekhart 52' Jan Rezek 67' |       | 38' Roderick Briffa | Doosan Arena, Plzeň Toeschouwers: 10.358 Scheidsrechter: Anar Salmanov (AZE) |

|                                                                  |               |                      |       |                                                                               |
| 14 november Vriendschappelijk № 339 «onderlinge duels» 19:30 uur | Liechtenstein | 0 – 1                | Malta | Rheinparkstadion, Vaduz Toeschouwers: 650 Scheidsrechter: Nikolaj Hänni (SUI) |
| 14 november Vriendschappelijk № 339 «onderlinge duels» 19:30 uur |               | 38' Jonathan Caruana |       | Rheinparkstadion, Vaduz Toeschouwers: 650 Scheidsrechter: Nikolaj Hänni (SUI) |

### 2013
|                                                                 |       |       |               |                                                                                      |
| 6 februari Vriendschappelijk № 340 «onderlinge duels» 19:30 uur | Malta | 0 – 0 | Noord-Ierland | Ta' Qalistadion, Ta' Qali Toeschouwers: 1.000 Scheidsrechter: Nikolaj Jordanov (BUL) |
| 6 februari Vriendschappelijk № 340 «onderlinge duels» 19:30 uur |       |       |               | Ta' Qalistadion, Ta' Qali Toeschouwers: 1.000 Scheidsrechter: Nikolaj Jordanov (BUL) |

|                                                                     | |       |       | |
| 22 maart WK-kwalificatie Groep B № 341 «onderlinge duels» 17:00 uur | Bulgarije | 6 – 0 | Malta | Vasil Levski Nationaal Stadion, Sofia Toeschouwers: 18.000 Scheidsrechter: Eitan Shemeulevitch (ISR) |
| 22 maart WK-kwalificatie Groep B № 341 «onderlinge duels» 17:00 uur | Aleksandar Tonev 6' Aleksandar Tonev 38' Ivelin Popov 47' Emil Gargorov 55' Aleksandar Tonev 68' Ivan Ivanov 78' |       |       | Vasil Levski Nationaal Stadion, Sofia Toeschouwers: 18.000 Scheidsrechter: Eitan Shemeulevitch (ISR) |

|                                                                     |       |                                        |        |                                                                                       |
| 26 maart WK-kwalificatie Groep B № 342 «onderlinge duels» 20:00 uur | Malta | 0 – 2                                  | Italië | Ta' Qalistadion, Ta' Qali Toeschouwers: 18.000 Scheidsrechter: Serdar Gözübüyük (NED) |
| 26 maart WK-kwalificatie Groep B № 342 «onderlinge duels» 20:00 uur |       | 8' Mario Balotelli 45' Mario Balotelli |        | Ta' Qalistadion, Ta' Qali Toeschouwers: 18.000 Scheidsrechter: Serdar Gözübüyük (NED) |

|                                                                   |         |                   |       |                                                                          |
| 7 juni WK-kwalificatie Groep B № 343 «onderlinge duels» 18:00 uur | Armenië | 0 – 1             | Malta | Hrazdan, Jerevan Toeschouwers: 8.500 Scheidsrechter: Arnold Hunter (NIE) |
| 7 juni WK-kwalificatie Groep B № 343 «onderlinge duels» 18:00 uur |         | 8' Michael Mifsud |       | Hrazdan, Jerevan Toeschouwers: 8.500 Scheidsrechter: Arnold Hunter (NIE) |

|                                                                  |                                                    |       |       |                                                             |
| 14 augustus Vriendschappelijk № 344 «onderlinge duels» 18:00 uur | Azerbeidzjan                                       | 3 – 0 | Malta | Bakcell Arena, Bakoe Scheidsrechter: Aleksandr Aliyev (KAZ) |
| 14 augustus Vriendschappelijk № 344 «onderlinge duels» 18:00 uur | Rofat Dadaşov 5' Rauf Aliyev 64' Rofat Dadaşov 71' |       |       | Bakcell Arena, Bakoe Scheidsrechter: Aleksandr Aliyev (KAZ) |

|                                                                        |                    |       |                                             |                                                                                              |
| 6 september WK-kwalificatie Groep B № 345 «onderlinge duels» 20:00 uur | Malta              | 1 – 2 | Denemarken                                  | Ta' Qalistadion, Ta' Qali Toeschouwers: 10.000 Scheidsrechter: Anastasios Sidiropoulos (GRE) |
| 6 september WK-kwalificatie Groep B № 345 «onderlinge duels» 20:00 uur | Clayton Failla 38' |       | 2' Leon Andreasen 52' (e.d.) Ryan Camilleri | Ta' Qalistadion, Ta' Qali Toeschouwers: 10.000 Scheidsrechter: Anastasios Sidiropoulos (GRE) |

|                                                                         |                    |       |                                        |                                                                                     |
| 10 september WK-kwalificatie Groep B № 346 «onderlinge duels» 20:00 uur | Malta              | 1 – 2 | Bulgarije                              | Ta' Qalistadion, Ta' Qali Toeschouwers: 4.844 Scheidsrechter: Alexandru Tudor (ROM) |
| 10 september WK-kwalificatie Groep B № 346 «onderlinge duels» 20:00 uur | Edward Herrera 78' |       | 9' Radoslav Dimitrov 59' Emil Gargorov | Ta' Qalistadion, Ta' Qali Toeschouwers: 4.844 Scheidsrechter: Alexandru Tudor (ROM) |

|                                                                       |                    |       |                                                                         |                                                                               |
| 11 oktober WK-kwalificatie Groep B № 347 «onderlinge duels» 20:00 uur | Malta              | 1 – 4 | Tsjechië                                                                | Ta' Qalistadion, Ta' Qali Toeschouwers: 4.530 Scheidsrechter: Matej Jug (SLO) |
| 11 oktober WK-kwalificatie Groep B № 347 «onderlinge duels» 20:00 uur | Michael Mifsud 48' |       | 3' Tomáš Hübschman 33' David Lafata 51' Václav Kadlec 90' Tomáš Pekhart | Ta' Qalistadion, Ta' Qali Toeschouwers: 4.530 Scheidsrechter: Matej Jug (SLO) |

|                                                                       | |       |       |                                                                                  |
| 15 oktober WK-kwalificatie Groep B № 348 «onderlinge duels» 20:15 uur | Denemarken | 6 – 0 | Malta | Parken, Kopenhagen Toeschouwers: 11.478 Scheidsrechter: Aleksandar Stavrev (MKD) |
| 15 oktober WK-kwalificatie Groep B № 348 «onderlinge duels» 20:15 uur | Morten Rasmussen 9' Daniel Agger 11' Andreas Bjelland 28' Daniel Agger 39' Morten Rasmussen 74' Nicki Bille 84' |       |       | Parken, Kopenhagen Toeschouwers: 11.478 Scheidsrechter: Aleksandar Stavrev (MKD) |

|                                                                  |                                                         |       |                                          |                                                                                 |
| 19 november Vriendschappelijk № 349 «onderlinge duels» 19:30 uur | Malta                                                   | 3 – 2 | Faeröer                                  | Ta' Qalistadion, Ta' Qali Toeschouwers: 800 Scheidsrechter: Marcin Borski (POL) |
| 19 november Vriendschappelijk № 349 «onderlinge duels» 19:30 uur | Ryan Fenech 17' Michael Mifsud 20' Jonathan Caruana 41' |       | 80' Hallur Hansson 87' Rógvi Baldvinsson | Ta' Qalistadion, Ta' Qali Toeschouwers: 800 Scheidsrechter: Marcin Borski (POL) |

### 2014
|                                                              |                                 |       |       |                                                                                       |
| 5 maart Vriendschappelijk № 350 «onderlinge duels» 18:30 uur | Albanië                         | 2 – 0 | Malta | Niko Dovanastadion, Durrës Toeschouwers: 8.000 Scheidsrechter: Dejan Jakimovski (MKD) |
| 5 maart Vriendschappelijk № 350 «onderlinge duels» 18:30 uur | Migjen Basha 26' Alban Meha 52' |       |       | Niko Dovanastadion, Durrës Toeschouwers: 8.000 Scheidsrechter: Dejan Jakimovski (MKD) |

|                                                   |                   |       |       |                                                                           |
| 4 juni Vriendschappelijk № 351 «onderlinge duels» | Gibraltar         | 1 – 0 | Malta | Estádio Algarve, Faro Toeschouwers: 500 Scheidsrechter: João Capela (POR) |
| 4 juni Vriendschappelijk № 351 «onderlinge duels» | Kyle Casciaro 64' |       |       | Estádio Algarve, Faro Toeschouwers: 500 Scheidsrechter: João Capela (POR) |

|                                                                  |                |       |       |                                                                                       |
| 4 september Vriendschappelijk № 352 «onderlinge duels» 20:00 uur | Slowakije      | 1 – 0 | Malta | Štadión Pod Dubňom, Žilina Toeschouwers: 3.509 Scheidsrechter: Miroslav Zelinka (CZE) |
| 4 september Vriendschappelijk № 352 «onderlinge duels» 20:00 uur | Adam Nemec 43' |       |       | Štadión Pod Dubňom, Žilina Toeschouwers: 3.509 Scheidsrechter: Miroslav Zelinka (CZE) |

|                                                                        |                                     |       |       |                                                                                        |
| 9 september EK-kwalificatie Groep H № 353 «onderlinge duels» 20:45 uur | Kroatië                             | 2 – 0 | Malta | Maksimirstadion, Zagreb Toeschouwers: 8.000 Scheidsrechter: Vladislav Bezborodov (RUS) |
| 9 september EK-kwalificatie Groep H № 353 «onderlinge duels» 20:45 uur | Luka Modrić 46' Andrej Kramarić 81' |       |       | Maksimirstadion, Zagreb Toeschouwers: 8.000 Scheidsrechter: Vladislav Bezborodov (RUS) |

|                                                                       |       |                                                       |           |                                                                                    |
| 10 oktober EK-kwalificatie Groep H № 354 «onderlinge duels» 20:45 uur | Malta | 0 – 3                                                 | Noorwegen | Ta' Qalistadion, Ta' Qali Toeschouwers: 8.076 Scheidsrechter: Antony Gautier (FRA) |
| 10 oktober EK-kwalificatie Groep H № 354 «onderlinge duels» 20:45 uur |       | 22' Mats Møller Dæhli 26' Joshua King 49' Joshua King |           | Ta' Qalistadion, Ta' Qali Toeschouwers: 8.076 Scheidsrechter: Antony Gautier (FRA) |

|                                                                       |       |                    |        |                                                                                     |
| 13 oktober EK-kwalificatie Groep H № 355 «onderlinge duels» 20:45 uur | Malta | 0 – 1              | Italië | Ta' Qalistadion, Ta' Qali Toeschouwers: 16.942 Scheidsrechter: Ovidiu Haţegan (ROM) |
| 13 oktober EK-kwalificatie Groep H № 355 «onderlinge duels» 20:45 uur |       | 23' Graziano Pellè |        | Ta' Qalistadion, Ta' Qali Toeschouwers: 16.942 Scheidsrechter: Ovidiu Haţegan (ROM) |

|                                                                        |                     |       |                           | |
| 16 november EK-kwalificatie Groep H № 356 «onderlinge duels» 20:45 uur | Bulgarije           | 1 – 1 | Malta                     | Vasil Levski Nationaal Stadion, Sofia Toeschouwers: 600 Scheidsrechter: Markus Strömbergsson (SWE) |
| 16 november EK-kwalificatie Groep H № 356 «onderlinge duels» 20:45 uur | Andrey Galabinov 6' |       | 49' (pen.) Clayton Failla | Vasil Levski Nationaal Stadion, Sofia Toeschouwers: 600 Scheidsrechter: Markus Strömbergsson (SWE) |

### 2015
|                                                               |                                             |       |       |                                                                                                   |
| 25 maart Vriendschappelijk № 357 «onderlinge duels» 18:00 uur | Georgië                                     | 2 – 0 | Malta | Boris Paitsjadzestadion, Tbilisi Toeschouwers: 16.000 Scheidsrechter: Aleksandrs Anufrijevs (LAT) |
| 25 maart Vriendschappelijk № 357 «onderlinge duels» 18:00 uur | Dzjaba Kankava 83' Valeri Kazaisjvili 90+2' |       |       | Boris Paitsjadzestadion, Tbilisi Toeschouwers: 16.000 Scheidsrechter: Aleksandrs Anufrijevs (LAT) |

|                                                                     |                                      |       |       |                                                                                         |
| 28 maart EK-kwalificatie Groep H № 358 «onderlinge duels» 18:00 uur | Azerbeidzjan                         | 2 – 0 | Malta | Tofikh Bakhramovstadion, Bakoe Toeschouwers: 14.600 Scheidsrechter: Halis Özkahya (TUR) |
| 28 maart EK-kwalificatie Groep H № 358 «onderlinge duels» 18:00 uur | Cavid Hüseynov 4' Dima Nazarov 90+2' |       |       | Tofikh Bakhramovstadion, Bakoe Toeschouwers: 14.600 Scheidsrechter: Halis Özkahya (TUR) |

|                                                             |                                    |       |          |                                                                                |
| 8 juni Vriendschappelijk № 359 «onderlinge duels» 20:00 uur | Malta                              | 2 – 0 | Litouwen | Ta' Qalistadion, Ta' Qali Toeschouwers: 950 Scheidsrechter: Sven Bindels (LUX) |
| 8 juni Vriendschappelijk № 359 «onderlinge duels» 20:00 uur | Paul Fenech 62' Alfred Effiong 79' |       |          | Ta' Qalistadion, Ta' Qali Toeschouwers: 950 Scheidsrechter: Sven Bindels (LUX) |

|                                                    |       |                  |           |                                                                                        |
| 12 juni Vriendschappelijk № 360 «onderlinge duels» | Malta | 0 – 1            | Bulgarije | Ta' Qalistadion, Ta' Qali Toeschouwers: 3.900 Scheidsrechter: Aleksandar Stavrev (MKD) |
| 12 juni Vriendschappelijk № 360 «onderlinge duels» |       | 56' Ivelin Popov |           | Ta' Qalistadion, Ta' Qali Toeschouwers: 3.900 Scheidsrechter: Aleksandar Stavrev (MKD) |

|                                                      |                    |       |       |                                                                                           |
| 3 september EK-kwalificatie № 361 «onderlinge duels» | Italië             | 1 – 0 | Malta | Stadio Artemio Franchi, Florence Toeschouwers: 12.000 Scheidsrechter: Ivan Kružliak (SVK) |
| 3 september EK-kwalificatie № 361 «onderlinge duels» | Graziano Pellè 69' |       |       | Stadio Artemio Franchi, Florence Toeschouwers: 12.000 Scheidsrechter: Ivan Kružliak (SVK) |

|                                                      |                                       |       |                                             |                                                                                    |
| 6 september EK-kwalificatie № 362 «onderlinge duels» | Malta                                 | 2 – 2 | Azerbeidzjan                                | Ta' Qalistadion, Ta' Qali Toeschouwers: 5.266 Scheidsrechter: Harald Lechner (AUT) |
| 6 september EK-kwalificatie № 362 «onderlinge duels» | Michael Mifsud 55' Alfred Effiong 71' |       | 36' Rahid Əmirquliyev 80' Rahid Əmirquliyev | Ta' Qalistadion, Ta' Qali Toeschouwers: 5.266 Scheidsrechter: Harald Lechner (AUT) |

|                                                               |                                              |       |       |                                                                                |
| 10 oktober EK-kwalificatie № 363 «onderlinge duels» 20:45 uur | Noorwegen                                    | 2 – 0 | Malta | Ullevaalstadion, Oslo Toeschouwers: 27.120 Scheidsrechter: Arnold Hunter (NIR) |
| 10 oktober EK-kwalificatie № 363 «onderlinge duels» 20:45 uur | Alexander Tettey 19' Alexander Søderlund 52' |       |       | Ullevaalstadion, Oslo Toeschouwers: 27.120 Scheidsrechter: Arnold Hunter (NIR) |

|                                                               |       |                  |         |                                                                                    |
| 13 oktober EK-kwalificatie № 364 «onderlinge duels» 20:45 uur | Malta | 0 – 1            | Kroatië | Ta' Qalistadion, Ta' Qali Toeschouwers: 5.825 Scheidsrechter: Andre Marriner (ENG) |
| 13 oktober EK-kwalificatie № 364 «onderlinge duels» 20:45 uur |       | 26' Ivan Perišić |         | Ta' Qalistadion, Ta' Qali Toeschouwers: 5.825 Scheidsrechter: Andre Marriner (ENG) |

|                                                                  |                                           |       |       |                                                                          |
| 11 november Vriendschappelijk № 365 «onderlinge duels» 17:00 uur | Jordanië                                  | 2 – 0 | Malta | Maltepe Hasan Polatstadion, Istanboel Scheidsrechter: Barış Şimşek (TUR) |
| 11 november Vriendschappelijk № 365 «onderlinge duels» 17:00 uur | Hamza Al-Dardour 25' Hamza Al-Dardour 90' |       |       | Maltepe Hasan Polatstadion, Istanboel Scheidsrechter: Barış Şimşek (TUR) |

### 2016
|                                                     |       |       |          |                                                                                  |
| 24 maart Vriendschappelijk № 366 «onderlinge duels» | Malta | 0 – 0 | Moldavië | Ta' Qalistadion, Ta' Qali Toeschouwers: 500 Scheidsrechter: Roomer Tarajev (EST) |
| 24 maart Vriendschappelijk № 366 «onderlinge duels» |       |       |          | Ta' Qalistadion, Ta' Qali Toeschouwers: 500 Scheidsrechter: Roomer Tarajev (EST) |

|                                                             | |       |       |                                                                |
| 27 mei Vriendschappelijk № 367 «onderlinge duels» 18:00 uur | Tsjechië                                                                                                  | 6 – 0 | Malta | Kufstein Arena, Kufstein Scheidsrechter: Dominik Ouschan (AUT) |
| 27 mei Vriendschappelijk № 367 «onderlinge duels» 18:00 uur | Jaroslav Plašil 15' Milan Škoda 21' Roman Hubník 40' David Lafata 74' Tomáš Necid 81' Patrik Schick 90+1' |       |       | Kufstein Arena, Kufstein Scheidsrechter: Dominik Ouschan (AUT) |

|                                                   |                                           |       |                        | |
| 31 mei Vriendschappelijk № 368 «onderlinge duels» | Oostenrijk                                | 2 – 1 | Malta                  | Wörtherseestadion, Klagenfurt am Wörthersee Toeschouwers: 20.200 Scheidsrechter: Mattias Gestranius (FIN) |
| 31 mei Vriendschappelijk № 368 «onderlinge duels» | Marko Arnautović 4' Alessandro Schöpf 18' |       | 87' (e.d.) David Alaba | Wörtherseestadion, Klagenfurt am Wörthersee Toeschouwers: 20.200 Scheidsrechter: Mattias Gestranius (FIN) |

|                                                        |                   |       |                    |                                                                                       |
| 31 augustus Vriendschappelijk № 369 «onderlinge duels» | Estland           | 1 – 1 | Malta              | Pärnu Rannastaadion, Pärnu Toeschouwers: 2.515 Scheidsrechter: Michael Tykgaard (DEN) |
| 31 augustus Vriendschappelijk № 369 «onderlinge duels» | Sergei Zenjov 57' |       | 59' Alfred Effiong | Pärnu Rannastaadion, Pärnu Toeschouwers: 2.515 Scheidsrechter: Michael Tykgaard (DEN) |

|                                                                        |                    |       | |                                                                                       |
| 4 september WK-kwalificatie Groep F № 370 «onderlinge duels» 20:45 uur | Malta              | 1 – 5 | Schotland                                                                                                 | Ta' Qalistadion, Ta' Qali Toeschouwers: 15.609 Scheidsrechter: Jevhen Aranovsky (UKR) |
| 4 september WK-kwalificatie Groep F № 370 «onderlinge duels» 20:45 uur | Alfred Effiong 13' |       | 9' Robert Snodgrass 53' Chris Martin 61' (pen.) Robert Snodgrass 78' Steven Fletcher 84' Robert Snodgrass | Ta' Qalistadion, Ta' Qali Toeschouwers: 15.609 Scheidsrechter: Jevhen Aranovsky (UKR) |

|                                                                      |                                    |       |       |                                                                                       |
| 8 oktober WK-kwalificatie Groep F № 371 «onderlinge duels» 20:45 uur | Engeland                           | 2 – 0 | Malta | Wembley Stadium, Londen Toeschouwers: 81.781 Scheidsrechter: Stefan Johannesson (SWE) |
| 8 oktober WK-kwalificatie Groep F № 371 «onderlinge duels» 20:45 uur | Daniel Sturridge 29' Dele Alli 38' |       |       | Wembley Stadium, Londen Toeschouwers: 81.781 Scheidsrechter: Stefan Johannesson (SWE) |

|                                                                       |                                                 |       |       |                                                                          |
| 11 oktober WK-kwalificatie Groep F № 372 «onderlinge duels» 20:45 uur | Litouwen                                        | 2 – 0 | Malta | LFF-stadion, Vilnius Toeschouwers: 5.067 Scheidsrechter: Jesús Gil (ESP) |
| 11 oktober WK-kwalificatie Groep F № 372 «onderlinge duels» 20:45 uur | Fiodor Černych 75' Arvydas Novikovas 84' (pen.) |       |       | LFF-stadion, Vilnius Toeschouwers: 5.067 Scheidsrechter: Jesús Gil (ESP) |

|                                                                        |       |                     |          |                                                                                      |
| 11 november WK-kwalificatie Groep F № 373 «onderlinge duels» 20:45 uur | Malta | 0 – 1               | Slovenië | Ta' Qalistadion, Ta' Qali Toeschouwers: 4.200 Scheidsrechter: Paweł Raczkowski (POL) |
| 11 november WK-kwalificatie Groep F № 373 «onderlinge duels» 20:45 uur |       | 47' Benjamin Verbič |          | Ta' Qalistadion, Ta' Qali Toeschouwers: 4.200 Scheidsrechter: Paweł Raczkowski (POL) |

|                                                                  |       |                                                     |         |                                                                                 |
| 15 november Vriendschappelijk № 374 «onderlinge duels» 20:45 uur | Malta | 0 – 2                                               | IJsland | Ta' Qalistadion, Ta' Qali Toeschouwers: 986 Scheidsrechter: Arnold Hunter (NIR) |
| 15 november Vriendschappelijk № 374 «onderlinge duels» 20:45 uur |       | 47' Arnór Ingvi Traustason 75' Sverrir Ingi Ingason |         | Ta' Qalistadion, Ta' Qali Toeschouwers: 986 Scheidsrechter: Arnold Hunter (NIR) |

### 2017
|                                                                     |                        |       |                                                 |                                                                                   |
| 26 maart WK-kwalificatie Groep F № 375 «onderlinge duels» 20:45 uur | Malta                  | 1 – 3 | Slowakije                                       | Ta' Qalistadion, Ta' Qali Toeschouwers: 4.980 Scheidsrechter: Ali Palabıyık (TUR) |
| 26 maart WK-kwalificatie Groep F № 375 «onderlinge duels» 20:45 uur | Jean Paul Farrugia 14' |       | 2' Vladimír Weiss 41' Jan Gregus 84' Adam Nemec | Ta' Qalistadion, Ta' Qali Toeschouwers: 4.980 Scheidsrechter: Ali Palabıyık (TUR) |

|                                                             |                 |       |          |                                                                             |
| 6 juni Vriendschappelijk № 376 «onderlinge duels» 19:00 uur | Malta           | 1 – 0 | Oekraïne | Merkur Arena, Graz Toeschouwers: 500 Scheidsrechter: Alexander Harkam (AUT) |
| 6 juni Vriendschappelijk № 376 «onderlinge duels» 19:00 uur | Zach Muscat 14' |       |          | Merkur Arena, Graz Toeschouwers: 500 Scheidsrechter: Alexander Harkam (AUT) |

|                                                                    |                                           |       |       |                                                                                     |
| 10 juni WK-kwalificatie Groep F № 377 «onderlinge duels» 20:45 uur | Slovenië                                  | 2 – 0 | Malta | Stožicestadion, Ljubljana Toeschouwers: 7.839 Scheidsrechter: Simon Lee Evans (WAL) |
| 10 juni WK-kwalificatie Groep F № 377 «onderlinge duels» 20:45 uur | Josip Iličić 45+2' Milivoje Novakovič 84' |       |       | Stožicestadion, Ljubljana Toeschouwers: 7.839 Scheidsrechter: Simon Lee Evans (WAL) |

|                                                                        |       |                                                                       |          |                                                                                        |
| 1 september WK-kwalificatie Groep F № 378 «onderlinge duels» 20:45 uur | Malta | 0 – 4                                                                 | Engeland | Ta' Qalistadion, Ta' Qali Toeschouwers: 16.994 Scheidsrechter: Artur Soares Dias (POR) |
| 1 september WK-kwalificatie Groep F № 378 «onderlinge duels» 20:45 uur |       | 53' Harry Kane 85' Ryan Bertrand 90+1' Danny Welbeck 90+2' Harry Kane |          | Ta' Qalistadion, Ta' Qali Toeschouwers: 16.994 Scheidsrechter: Artur Soares Dias (POR) |

|                                                                        |                                         |       |       |                                                                               |
| 4 september WK-kwalificatie Groep F № 379 «onderlinge duels» 20:45 uur | Schotland                               | 2 – 0 | Malta | Hampden Park, Glasgow Toeschouwers: 26.371 Scheidsrechter: Jakob Kehlet (DEN) |
| 4 september WK-kwalificatie Groep F № 379 «onderlinge duels» 20:45 uur | Christophe Berra 9' Leigh Griffiths 49' |       |       | Hampden Park, Glasgow Toeschouwers: 26.371 Scheidsrechter: Jakob Kehlet (DEN) |

|                                                                      |                  |       |                     |                                                                                        |
| 5 oktober WK-kwalificatie Groep F № 380 «onderlinge duels» 20:45 uur | Malta            | 1 – 1 | Litouwen            | Ta' Qalistadion, Ta' Qali Toeschouwers: 3.431 Scheidsrechter: Zaven Hovhannisyan (ARM) |
| 5 oktober WK-kwalificatie Groep F № 380 «onderlinge duels» 20:45 uur | Andrei Agius 23' |       | 53' Vykintas Slivka | Ta' Qalistadion, Ta' Qali Toeschouwers: 3.431 Scheidsrechter: Zaven Hovhannisyan (ARM) |

|                                                                      |                                               |       |       |                                                                                                |
| 8 oktober WK-kwalificatie Groep F № 381 «onderlinge duels» 18:00 uur | Slowakije                                     | 3 – 0 | Malta | Štadión Antona Malatinského, Trnava Toeschouwers: 17.774 Scheidsrechter: Paolo Mazzoleni (ITA) |
| 8 oktober WK-kwalificatie Groep F № 381 «onderlinge duels» 18:00 uur | Adam Nemec 33' Adam Nemec 62' Ondrej Duda 69' |       |       | Štadión Antona Malatinského, Trnava Toeschouwers: 17.774 Scheidsrechter: Paolo Mazzoleni (ITA) |

|                                                                  |       |                                                              |         |                                                                               |
| 12 november Vriendschappelijk № 382 «onderlinge duels» 18:00 uur | Malta | 0 – 3                                                        | Estland | Ta' Qalistadion, Ta' Qali Toeschouwers: 2.796 Scheidsrechter: Genc Nuza (KOS) |
| 12 november Vriendschappelijk № 382 «onderlinge duels» 18:00 uur |       | 1' Rauno Sappinen 14' (pen.) Sergei Mošnikov 89' Henri Anier |         | Ta' Qalistadion, Ta' Qali Toeschouwers: 2.796 Scheidsrechter: Genc Nuza (KOS) |

### 2018
|                                                               |       |                      |           |                                                                                 |
| 22 maart Vriendschappelijk № 383 «onderlinge duels» 18:00 uur | Malta | 0 – 1                | Luxemburg | Ta' Qalistadion, Ta' Qali Toeschouwers: 1.000 Scheidsrechter: Enea Jorgji (ALB) |
| 22 maart Vriendschappelijk № 383 «onderlinge duels» 18:00 uur |       | 90+1' Daniel da Mota |           | Ta' Qalistadion, Ta' Qali Toeschouwers: 1.000 Scheidsrechter: Enea Jorgji (ALB) |

|                                                               |                                                                                   |       |       |                                                                                  |
| 26 maart Vriendschappelijk № 384 «onderlinge duels» 19:00 uur | Finland                                                                           | 5 – 0 | Malta | Gloria Sports Arena, Belek Toeschouwers: 200 Scheidsrechter: Hüseyin Göçek (TUR) |
| 26 maart Vriendschappelijk № 384 «onderlinge duels» 19:00 uur | Teemu Pukki 13' Kalle Taimi 23' Teemu Pukki 27' Fredrik Jensen 85' Pyry Soiri 88' |       |       | Gloria Sports Arena, Belek Toeschouwers: 200 Scheidsrechter: Hüseyin Göçek (TUR) |

|                                                             |                |       |                           |                                                                                               |
| 29 mei Vriendschappelijk № 385 «onderlinge duels» 20:00 uur | Armenië        | 1 – 1 | Malta                     | Gernot Langes Stadion, Wattens Toeschouwers: onbekend Scheidsrechter: Julian Weinberger (AUT) |
| 29 mei Vriendschappelijk № 385 «onderlinge duels» 20:00 uur | Yvan Yagan 13' |       | 45+1' (pen.) Andrei Agius | Gernot Langes Stadion, Wattens Toeschouwers: onbekend Scheidsrechter: Julian Weinberger (AUT) |

|                                                             |                          |       |       |                                                                                        |
| 1 juni Vriendschappelijk № 386 «onderlinge duels» 20:00 uur | Georgië                  | 1 – 0 | Malta | Silberstadt Arena, Schwaz Toeschouwers: 50 Scheidsrechter: Manuel Schüttengruber (AUT) |
| 1 juni Vriendschappelijk № 386 «onderlinge duels» 20:00 uur | Goeram Kasjia 89' (pen.) |       |       | Silberstadt Arena, Schwaz Toeschouwers: 50 Scheidsrechter: Manuel Schüttengruber (AUT) |

|                                                                             |                                                               |       |                    |                                                                                 |
| 7 september UEFA Nations League Groep D3 № 387 «onderlinge duels» 20:45 uur | Faeröer                                                       | 3 – 1 | Malta              | Tórsvøllur, Tórshavn Toeschouwers: 3.234 Scheidsrechter: Ville Nevalainen (FIN) |
| 7 september UEFA Nations League Groep D3 № 387 «onderlinge duels» 20:45 uur | Jóan Símun Edmundsson 31' René Joensen 38' Hallur Hansson 51' |       | 42' Michael Mifsud | Tórsvøllur, Tórshavn Toeschouwers: 3.234 Scheidsrechter: Ville Nevalainen (FIN) |

|                                                                              |                         |       |                      |                                                                                      |
| 10 september UEFA Nations League Groep D3 № 388 «onderlinge duels» 20:45 uur | Malta                   | 1 – 1 | Azerbeidzjan         | Ta' Qalistadion, Ta' Qali Toeschouwers: 4.500 Scheidsrechter: Nikola Dabanović (MNE) |
| 10 september UEFA Nations League Groep D3 № 388 «onderlinge duels» 20:45 uur | Andrei Agius 10' (pen.) |       | 26' Təmkin Xəlilzadə | Ta' Qalistadion, Ta' Qali Toeschouwers: 4.500 Scheidsrechter: Nikola Dabanović (MNE) |

|                                                                            |                                                            |       |                  |                                                                                       |
| 11 oktober UEFA Nations League Groep D3 № 389 «onderlinge duels» 20:45 uur | Kosovo                                                     | 3 – 1 | Malta            | Fadil Vokrristadion, Pristina Toeschouwers: 12.365 Scheidsrechter: Tamás Bognár (HUN) |
| 11 oktober UEFA Nations League Groep D3 № 389 «onderlinge duels» 20:45 uur | Benjamin Kololli 30' Vedat Muriqi 68' Benjamin Kololli 81' |       | 51' Andrei Agius | Fadil Vokrristadion, Pristina Toeschouwers: 12.365 Scheidsrechter: Tamás Bognár (HUN) |

|                                                                            |                      |       |                  |                                                                                |
| 14 oktober UEFA Nations League Groep D3 № 390 «onderlinge duels» 18:00 uur | Azerbeidzjan         | 1 – 1 | Malta            | Olympisch Stadion, Bakoe Toeschouwers: 16.200 Scheidsrechter: Ivan Bebek (CRO) |
| 14 oktober UEFA Nations League Groep D3 № 390 «onderlinge duels» 18:00 uur | Araz Abdoellajev 53' |       | 37' Rowen Muscat | Olympisch Stadion, Bakoe Toeschouwers: 16.200 Scheidsrechter: Ivan Bebek (CRO) |

|                                                                             |       |                                                                                             |        |                                                                                        |
| 17 november UEFA Nations League Groep D3 № 391 «onderlinge duels» 18:00 uur | Malta | 0 – 5                                                                                       | Kosovo | Ta' Qalistadion, Ta' Qali Toeschouwers: 2.115 Scheidsrechter: Bartosz Frankowski (POL) |
| 17 november UEFA Nations League Groep D3 № 391 «onderlinge duels» 18:00 uur |       | 15' Vedat Muriqi 70' Benjamin Kololli 78' Donis Avdijaj 80' Donis Avdijaj 86' Milot Rashica |        | Ta' Qalistadion, Ta' Qali Toeschouwers: 2.115 Scheidsrechter: Bartosz Frankowski (POL) |

|                                                                             |                  |       |                 |                                                                                    |
| 20 november UEFA Nations League Groep D3 № 392 «onderlinge duels» 20:45 uur | Malta            | 1 – 1 | Faeröer         | Ta' Qalistadion, Ta' Qali Toeschouwers: 2.152 Scheidsrechter: Vitali Mesjkov (RUS) |
| 20 november UEFA Nations League Groep D3 № 392 «onderlinge duels» 20:45 uur | Juan Corbalan 4' |       | 3' René Joensen | Ta' Qalistadion, Ta' Qali Toeschouwers: 2.152 Scheidsrechter: Vitali Mesjkov (RUS) |

### 2019
|                                                                     |                                 |       |                      |                                                                                                  |
| 23 maart EK-kwalificatie Groep F № 393 «onderlinge duels» 18:00 uur | Malta                           | 2 – 1 | Faeröer              | Ta' Qalistadion, Ta' Qali Toeschouwers: 7.531 Scheidsrechter: Vilhjálmur Alvar Þórarinsson (ISL) |
| 23 maart EK-kwalificatie Groep F № 393 «onderlinge duels» 18:00 uur | Kyrian Nwoko 13' Steve Borg 77' |       | 90+8' Jákup Thornsen | Ta' Qalistadion, Ta' Qali Toeschouwers: 7.531 Scheidsrechter: Vilhjálmur Alvar Þórarinsson (ISL) |

|                                                                     |       |                                     |        |                                                                                    |
| 26 maart EK-kwalificatie Groep F № 394 «onderlinge duels» 20:45 uur | Malta | 0 – 2                               | Spanje | Ta' Qalistadion, Ta' Qali Toeschouwers: 16.542 Scheidsrechter: Andrew Dallas (SCO) |
| 26 maart EK-kwalificatie Groep F № 394 «onderlinge duels» 20:45 uur |       | 31' Álvaro Morata 73' Álvaro Morata |        | Ta' Qalistadion, Ta' Qali Toeschouwers: 16.542 Scheidsrechter: Andrew Dallas (SCO) |

|                                                                   |                                                         |       |       |                                                                               |
| 7 juni EK-kwalificatie Groep F № 395 «onderlinge duels» 20:45 uur | Zweden                                                  | 3 – 0 | Malta | Friends Arena, Solna Toeschouwers: 26.421 Scheidsrechter: Robert Harvey (IRL) |
| 7 juni EK-kwalificatie Groep F № 395 «onderlinge duels» 20:45 uur | Robin Quaison 2' Viktor Claesson 50' Alexander Isak 81' |       |       | Friends Arena, Solna Toeschouwers: 26.421 Scheidsrechter: Robert Harvey (IRL) |

|                                                                    |       |                                                                           |          |                                                                                   |
| 10 juni EK-kwalificatie Groep F № 396 «onderlinge duels» 20:45 uur | Malta | 0 – 4                                                                     | Roemenië | Ta' Qalistadion, Ta' Qali Toeschouwers: 6.571 Scheidsrechter: Dennis Higler (NED) |
| 10 juni EK-kwalificatie Groep F № 396 «onderlinge duels» 20:45 uur |       | 7' George Pușcaș 29' George Pușcaș 34' Alexandru Chipciu 90+1' Dennis Man |          | Ta' Qalistadion, Ta' Qali Toeschouwers: 6.571 Scheidsrechter: Dennis Higler (NED) |

|                                                                        |                                           |       |       |                                                                                  |
| 5 september EK-kwalificatie Groep F № 397 «onderlinge duels» 20:45 uur | Noorwegen                                 | 2 – 0 | Malta | Ullevaalstadion, Oslo Toeschouwers: 11.269 Scheidsrechter: Dumitru Muntean (MDA) |
| 5 september EK-kwalificatie Groep F № 397 «onderlinge duels» 20:45 uur | Sander Berge 34' Joshua King 45+1' (pen.) |       |       | Ullevaalstadion, Oslo Toeschouwers: 11.269 Scheidsrechter: Dumitru Muntean (MDA) |

|                                                                        |                   |       |       |                                                                                    |
| 8 september EK-kwalificatie Groep F № 398 «onderlinge duels» 18:00 uur | Roemenië          | 1 – 0 | Malta | Ilie Oanăstadion, Ploiești Toeschouwers: 13.376 Scheidsrechter: Duje Strukan (CRO) |
| 8 september EK-kwalificatie Groep F № 398 «onderlinge duels» 18:00 uur | George Pușcaș 47' |       |       | Ilie Oanăstadion, Ploiești Toeschouwers: 13.376 Scheidsrechter: Duje Strukan (CRO) |

|                                                                       |       | |        |                                                                                    |
| 12 oktober EK-kwalificatie Groep F № 399 «onderligne duels» 20:45 uur | Malta | 0 – 4                                                                                                  | Zweden | Ta' Qalistadion, Ta' Qali Toeschouwers: 10.702 Scheidsrechter: Sergej Ivanov (RUS) |
| 12 oktober EK-kwalificatie Groep F № 399 «onderligne duels» 20:45 uur |       | 11' Marcus Danielson 58' (pen.) Sebastian Larsson 66' (e.d.) Andrei Agius 71' (pen.) Sebastian Larsson |        | Ta' Qalistadion, Ta' Qali Toeschouwers: 10.702 Scheidsrechter: Sergej Ivanov (RUS) |

|                                                                       |                       |       |       |                                                                                   |
| 15 oktober EK-kwalificatie Groep F № 400 «onderlinge duels» 20:45 uur | Faeröer               | 1 – 0 | Malta | Tórsvøllur, Tórshavn Toeschouwers: 2.677 Scheidsrechter: José María Sánchez (ESP) |
| 15 oktober EK-kwalificatie Groep F № 400 «onderlinge duels» 20:45 uur | Rógvi Baldvinsson 71' |       |       | Tórsvøllur, Tórshavn Toeschouwers: 2.677 Scheidsrechter: José María Sánchez (ESP) |

|                                                                        | |       |       |                                                                                           |
| 15 november EK-kwalificatie Groep F № 401 «onderlinge duels» 20:45 uur | Spanje | 7 – 0 | Malta | Estadio Ramón de Carranza, Cádiz Toeschouwers: 19.773 Scheidsrechter: Viktor Kassai (HUN) |
| 15 november EK-kwalificatie Groep F № 401 «onderlinge duels» 20:45 uur | Álvaro Morata 23' Santi Cazorla 41' Pau Francisco Torres 62' Pablo Sarabia 63' Dani Olmo 69' Gerard Moreno 71' Jesús Navas 85' |       |       | Estadio Ramón de Carranza, Cádiz Toeschouwers: 19.773 Scheidsrechter: Viktor Kassai (HUN) |

|                                                                        |                 |       |                                      |                                                                                   |
| 18 november EK-kwalificatie Groep F № 402 «onderlinge duels» 20:45 uur | Malta           | 1 – 2 | Noorwegen                            | Ta' Qalistadion, Ta' Qali Toeschouwers: 2.708 Scheidsrechter: Aliyar Ağayev (AZE) |
| 18 november EK-kwalificatie Groep F № 402 «onderlinge duels» 20:45 uur | Paul Fenech 40' |       | 7' Joshua King 62' Alexander Sørloth | Ta' Qalistadion, Ta' Qali Toeschouwers: 2.708 Scheidsrechter: Aliyar Ağayev (AZE) |

Malta Football Association · A-internationals · Bondscoaches · Statistieken · Maltees vrouwenelftal · Malta U21 · Malta U20 · Malta U19 · Malta U18 · Malta U17 · Malta U16
1957 – 1959 ·
1960 – 1969 ·
1970 – 1979 ·
1980 – 1989 ·
1990 – 1999 ·
2000 – 2009 ·
2010 – 2019 ·
2020 − 2029
1957 · 
1958 · 
1959 · 
1960 · 
1961 · 
1962 · 
1963 · 
1964 · 
1965 · 
1966 · 
1967 · 1968 · 
1969 · 
1970 · 
1971 · 
1972 · 
1973 · 
1974 · 
1975 · 
1976 · 
1977 · 
1978 · 
1979 · 
1980 · 
1981 · 
1982 · 
1983 · 
1984 · 
1985 · 
1986 · 
1987 · 
1988 · 
1989 · 
1990 ·
1991 · 
1992 · 
1993 · 
1994 · 
1995 · 
1996 · 
1997 · 
1998 · 
1999 · 
2000 · 
2001 · 
2002 · 
2003 · 
2004 · 
2005 · 
2006 · 
2007 · 
2008 · 
2009 · 
2010 · 
2011 · 
2012 · 
2013 · 
2014 · 
2015 · 
2016 ·
2017 ·
2018 ·
2019 ·
2020 ·
2021 ·
2022
Albanië ·
Algerije ·
Andorra ·
Angola ·
Armenië ·
Azerbeidzjan ·
België ·
Bosnië en Herzegovina · 
Bulgarije ·
Canada ·
Centraal-Afrikaanse Republiek ·
Cyprus ·
DDR ·
Denemarken ·
Duitsland ·
Egypte ·
Engeland ·
Estland ·
Faeröer ·
Finland ·
Frankrijk ·
Gabon ·
Georgië ·
Gibraltar · 
Griekenland ·
Hongarije ·
Ierland ·
IJsland ·
Indonesië ·
Israël ·
Italië ·
Japan ·
Joegoslavië ·
Jordanië ·
Kaapverdië ·
Kazachstan ·
Koeweit ·
Kosovo ·
Kroatië ·
Letland ·
Libanon ·
Libië ·
Liechtenstein ·
Litouwen ·
Luxemburg ·
Moldavië ·
Nederland ·
Noord-Ierland ·
Noord-Macedonië ·
Noorwegen ·
Oekraïne ·
Oostenrijk ·
Polen ·
Portugal ·
Qatar ·
Roemenië ·
Rusland ·
San Marino ·
Schotland ·
Slovenië ·
Slowakije ·
Spanje ·
Thailand ·
Tsjechië ·
Tsjecho-Slowakije ·
Tunesië · 
Turkije · 
Venezuela · 
Verenigde Arabische Emiraten ·
Verenigde Staten ·
Wales ·
Wit-Rusland ·
Zuid-Afrika ·
Zuid-Korea ·
Zweden ·
Zwitserland
AFC-zone: Afghanistan · Australië · Bahrein · Bangladesh · Bhutan · Brunei · Cambodja · China · Chinees Taipei · Filipijnen · Guam · Hongkong · India · Indonesië · Iran · Irak · Japan · Jemen · Jordanië · Koeweit · Kirgizië · Laos · Libanon · Macau · Maleisië · Maldiven · Mongolië · Myanmar · Nepal · Noord-Korea · Oezbekistan · Oman · Oost-Timor · Pakistan · Palestina · Qatar · Saoedi-Arabië · Singapore · Sri Lanka · Syrië · Tadjikistan · Thailand · Turkmenistan · Verenigde Arabische Emiraten · Vietnam · Zuid-Korea

CAF-zone: Algerije · Angola · Benin · Botswana · Burkina Faso · Burundi · Centraal-Afrikaanse Republiek · Comoren · Congo-Brazzaville · Congo-Kinshasa · Djibouti · Egypte · Equatoriaal-Guinea · Eritrea · Ethiopië · Gabon · Gambia · Ghana · Guinee · Guinee-Bissau · Ivoorkust · Kaapverdië · Kameroen · Kenia · Lesotho · Liberia · Libië · Madagaskar · Malawi · Mali · Mauritanië · Mauritius · Marokko · Mozambique · Namibië · Niger · Nigeria · Oeganda · Rwanda · Sao Tomé en Principe · Senegal · Seychellen · Sierra Leone · Soedan · Somalië · Swaziland · Tanzania · Togo · Tsjaad · Tunesië · Zambia · Zimbabwe · Zuid-Afrika · Zuid-Soedan 

CONCACAF-zone: Amerikaanse Maagdeneilanden · Anguilla · Antigua en Barbuda · Aruba · Bahama's · Barbados · Belize · Bermuda · Britse Maagdeneilanden · Canada · Kaaimaneilanden · Costa Rica · Cuba · Curaçao · Dominica · Dominicaanse Republiek · El Salvador · Frans Guyana · Grenada · Guadeloupe · Guatemala · Guyana · Haïti · Honduras · Jamaica · Martinique · Mexico · Montserrat · 
Nicaragua · Panama · Puerto Rico · Saint Kitts en Nevis · Saint Lucia · Saint Vincent en de Grenadines · Sint Maarten · Suriname · Trinidad en Tobago · Turks- en Caicoseilanden · Verenigde Staten

CONMEBOL-zone: Argentinië · Bolivia · Brazilië · Chili · Colombia · Ecuador · Paraguay · Peru · Uruguay · Venezuela

OFC-zone: Amerikaans-Samoa · Cookeilanden · Fiji · Nieuw-Caledonië · Nieuw-Zeeland · Papoea-Nieuw-Guinea · Samoa · Salomoneilanden · Tahiti · Tonga · Vanuatu

UEFA-zone: Albanië · Andorra · Armenië · Azerbeidzjan · België · Bosnië en Herzegovina · Bulgarije · Cyprus · Denemarken · Duitsland · Engeland · Estland · Faeröer · Finland · Frankrijk · Georgië · Gibraltar · Griekenland · Hongarije · IJsland · Ierland · Israël · Italië · Kazachstan · Kosovo · Kroatië · Letland · Liechtenstein · Litouwen · Luxemburg · Macedonië · Malta · Moldavië · Montenegro · Nederland · Noord-Ierland · Noorwegen · Oekraïne · Oostenrijk · Polen · Portugal · Roemenië · Rusland · San Marino · Schotland · Servië · Slovenië · Slowakije · Spanje · Tsjechië · Turkije · Wales · Wit-Rusland · Zweden · Zwitserland